# Mauri Röppänen
Mauri Uolevi Röppänen, né le 19 janvier 1946 à Outokumpu, est un biathlète et tireur finlandais.

## Biographie
Mauri Röppönen est tout d'abord un biathlète et remporte la médaille de bronze au relais aux Championnats du monde 1969. Trois ans plus tard, il gagne la médaille d'argent en relais aux Jeux olympiques de Sapporo. Entre-temps, il remporte son unique titre national en biathlon en 1972.
Il participe aux Jeux olympiques d'été de 1980 en tir, se classant notamment quatrième à cinquante mètres et aux Jeux olympiques d'été de 1984. Il obtient un titre de champion du monde et quatre titres européens.

## Palmarès en biathlon

### Jeux olympiques d'hiver
| Épreuve / Édition | Individuel | Relais |
| ----------------- | ---------- | ------ |
| JO 1972 Sapporo   | 27e        | Argent |

### Championnats du monde
- Championnats du monde 1969 à Zakopane (Pologne) :
  -  Médaille de bronze au relais 4 × 7,5 km.